# Виконт Торрингтон
Виконт Торрингтон (англ. Viscount Torrington) — наследственный титул в системе Пэрства Великобритании.

## История
Титул виконта Торрингтона был создан 21 сентября 1721 года для государственного деятеля сэра Джорджа Бинга, 1-го баронета (1663—1733), вместе с дочерним титулом барон Бинг из Саутилла в графстве Бедфордшир (Пэрство Великобритании). Для него уже в 1715 году был создан титул баронета из Ротема в графстве Кент (Баронетство Великобритании). Его старший сын, Патти Бинг, 2-й виконт (1699—1747), представлял в Палате общин Плимут и Бедфордшир, а затем служил капитаном почётной йоменской гвардии (1746—1747). Его младший брат, Джордж Бинг, 3-й виконт (1701—1750), был генерал-майором британской армии. Его внук, Джордж Бинг, 6-й виконт (1768—1831), имел чин вице-адмирала британского военно-морского флота. Его сын, Джордж Бинг, 7-й виконт (1812—1884), занимал пост губернатора Цейлона (1847—1850).
В 1884 году после смерти 7-го виконта титул унаследовал его племянник, Джордж Стэнли Бинг, 8-й виконт Торрингтон (1841—1889), сын достопочтенного Роберта Палмера Барлоу Бинга, третьего сына 6-го виконта Торрингтона. Его сменил его сын, Джордж Мастер Бинг, 9-й виконт Торрингтон (1886—1944). После смерти последнего в 1944 году титул перешел к его двоюродному брату, Артуру Стэнли Бингу, 10-му виконту Торрингтону (1876—1961).
По состоянию на 2025 год, обладателем титула являлся его внук, Тимоти Говард Сент-Джордж Бинг, 11-й виконт Торрингтон (род. 1943), который сменил своего деда в 1961 году.

## Другие известны члены семьи Бинг
- Достопочтенный Роберт Бинг (1703—1740), депутат Палаты общин от Плимута (1728—1739), губернатор Барбадоса (1739—1740), третий сын 1-го виконта Торрингтона;
- Джордж Бинг (1735—1789), депутат Палаты общин от Мидлсекса (1768—1780, 1780—1789), сын предыдущего;
- Джордж Бинг (1764—1847), депутат Палаты общин от Мидлсекса (1790—1801, 1801—1847), отец Палаты общин (1832—1847), сын предыдущего;
- Джон Бинг, 1-й граф Страффорд (1772—1860), военный и политик, депутат Палаты общин от Пула (1831—1835), брат предыдущего. Получил титулы барона Страффорда (1835) и графа Страффорда (1847);
- Джулиан Гедуорт Джордж Бинг, 1-й виконт Вими (1862—1935), британский фельдмаршал, младший сын 2-го графа Страффорда. Генерал-губернатор Канады (1921—1926). Получил титулы барона Бинга из Вими (1919) и виконта Бинга из Вими (1928);
- Достопочтенный Джон Бинг (1704—1757), адмирал британского флота, коммодор-губернатор Ньюфаундленда (1742), депутат Палаты общин от Рочестера (1751—1757), четвертый сын 1-го виконта Торрингтона. Расстрелян по приговору военного суда.

Родовая резиденция — Грейт Хантс Плейс в окрестностях Уинчестера в графстве Хэмпшир.

## Виконты Торрингтон (1721)

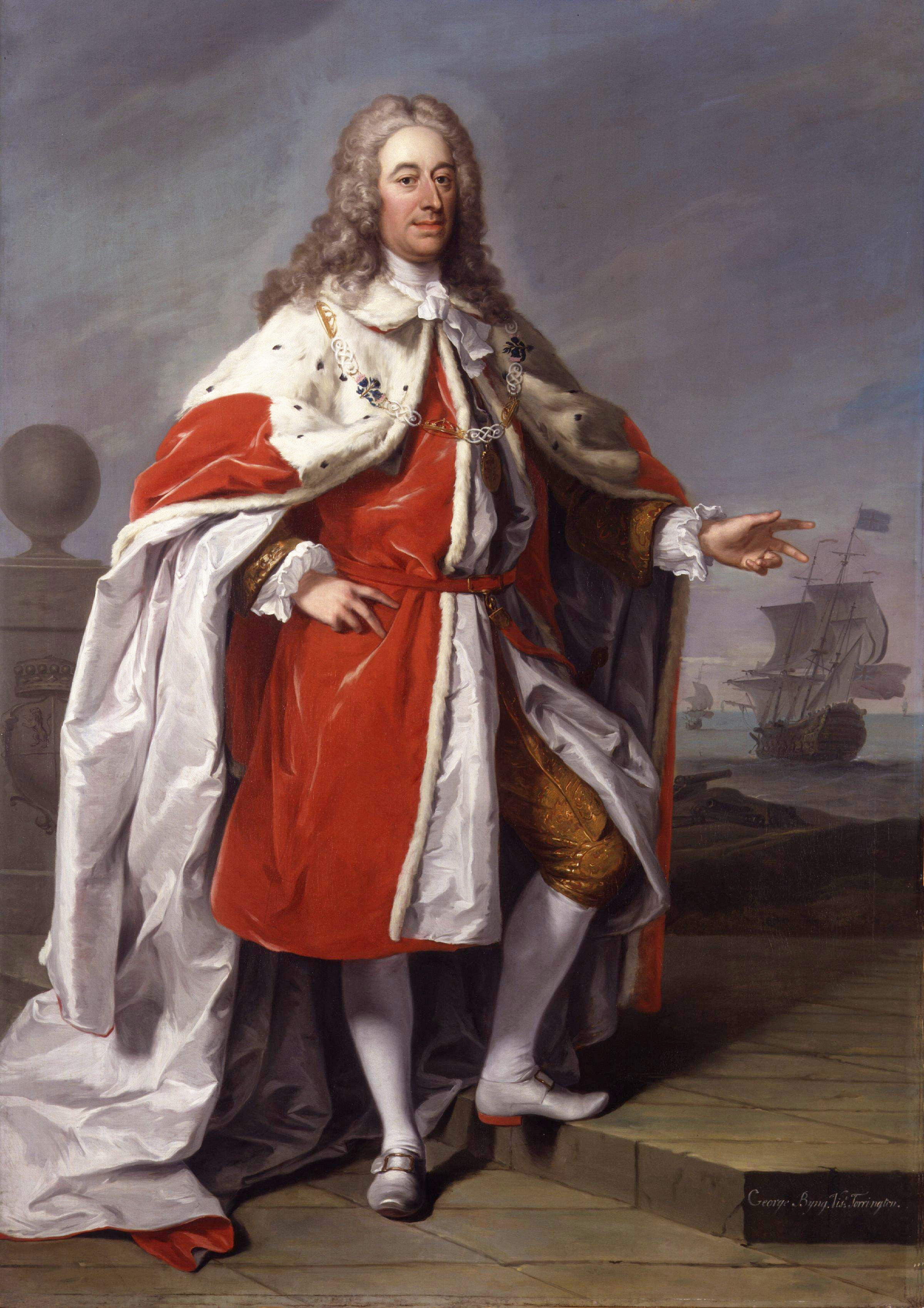
Джордж Бинг, 1-й виконт Торрингтон (1663—1733)

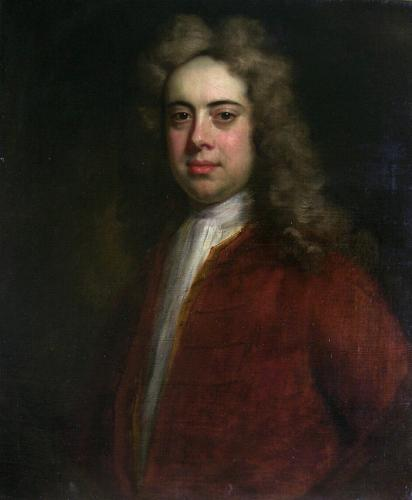
Патти Бинг, 2-й виконт Торрингтон (1699—1747)

- 1721—1733: адмирал Джордж Бинг, 1-й виконт Торрингтон (27 января 1663 — 17 января 1733), сын Джона Бинга (ок. 1628—1683) и Филадельфии Джонсон (ум. ок. 1687/1688);
- 1733—1747: Патти Бинг, 2-й виконт Торрингтон (25 мая 1699 — 23 января 1747), старший сын предыдущего;
- 1747—1750: Генерал-майор Джордж Бинг, 3-й виконт Торрингтон (21 сентября 1701 — 7 апреля 1750), младший брат предыдущего;
- 1750—1812: Джордж Бинг, 4-й виконт Торрингтон (11 октября 1740 — 14 декабря 1812), старший сын предыдущего;
- 1812—1813: Джон Бинг, 5-й виконт Торрингтон (18 февраля 1743 — 8 января 1813), младший брат предыдущего;
- 1813—1831: Джордж Бинг, 6-й виконт Торрингтон (6 июня 1768 — 18 июня 1831), старший сын предыдущего;
- 1831—1884: Джордж Бинг, 7-й виконт Торрингтон (9 сентября 1812 — 27 апреля 1884), сын предыдущего;
- 1884—1889: Джордж Стэнли Бинг, 8-й виконт Торрингтон (29 апреля 1841 — 20 октября 1889), сын майора Роберта Барлоу Палмера Бинга (1816—1857), третьего сына Джорджа Бинга, 6-го виконта Торрингтона;
- 1889—1944: Джордж Мастер Бинг, 9-й виконт Торрингтон (10 сентября 1886 — 24 апреля 1944), сын предыдущего от второго брака;
- 1944—1961: Артур Стэнли Бинг, 10-й виконт Торрингтон (23 июля 1876 — 28 ноября 1961), старший сын Сиднея Бинга (1844—1920), внук Роберта Барлоу Палмера Бинга (1816—1857), третьего сына 6-го виконта Торрингтона;
- 1961 — настоящее время: Тимоти Говард Сент-Джордж Бинг, 11-й виконт Торрингтон (род. 13 июля 1943), единственный сын Джорджа Бинга (1918—1944), внук предыдущего;
  - Наследник: Колин Хью Кранмер-Бинг (род. 1960), дальний родственник предыдущего;
    - Второй наследник: Джон Николас Кранмер-Бинг (род. 1990), старший сын предыдущего.